# إميليو غوتيريز غونزاليس
إميليو غوتيريز غونزاليس (بالإسبانية: Emilio Gutiérrez González)‏ (4 يناير 1971 في إسبانيا - ) هو لاعب كرة قدم إسباني في مركز الوسط. شارك مع منتخب إسبانيا تحت 16 سنة لكرة القدم ومنتخب إسبانيا تحت 18 سنة لكرة القدم ومنتخب إسبانيا تحت 19 سنة لكرة القدم ومنتخب إسبانيا تحت 20 سنة لكرة القدم ومنتخب إسبانيا تحت 21 سنة لكرة القدم ومنتخب إسبانيا تحت 23 سنة لكرة القدم. أما مع النوادي، فقد لعب مع ريال سبورتينغ خيخون وكولتورال ديبورتيفا ليونيسا ونادي ألباسيتي ونادي برشلونة ب ونادي برشلونة ونادي بيرا مار ونادي ساباديل ونادي مالقا والاتحاد الشعبي للانغريو ‏ ونادي تيراسا ‏ ونادي أتلتيكو ماربيا ‏ وريال أفيليس ‏.

## وصلات خارجية
- إميليو غوتيريز غونزاليس على موقع الاتحاد الدولي (مؤرشف)  (الإنجليزية)
- إميليو غوتيريز غونزاليس على موقع قاعدة بيانات كرة القدم.إي يو (الإنجليزية)